# Emil Boroș
Emil Boroș (n. 17 iulie 1937, Gherteniș, jud. Caraș-Severin) este un fost deputat român în legislatura 1992-1996, ales în județul Timiș pe listele partidului PD. Emil Boroș este profesor universitar de matematică la Facultatea de Matematică-Fizică din Timișoara. 